# Tethygonium quadricuspis
Tethygonium quadricuspis là một loài chân đều trong họ Paramunnidae. Loài này được Just & Wilson miêu tả khoa học năm 2007.